# Mark Grace
Mark Eugene Grace (Winston-Salem, Carolina del Norte, 28 de junio de 1964), más conocido como Mark Grace, es un exjugador profesional estadounidense de béisbol que se desempeñó en la posición de primera base en las Grandes Ligas de Béisbol (MLB). Logró obtener cuatro Guantes de Oro.

## Carrera
Grace jugó como profesional trece temporadas en Chicago Cubs (1988-2000), después pasó a Arizona Diamondbacks, donde jugó tres temporadas (2001-2003), y fue el equipo en el que se retiró.

## Premios
Fue galardonado con el Guante de Oro en cuatro oportunidades (1992, 1993, 1995 y 1996).